# منطقه اللاذقیه
منطقه اللاذقیه (به عربی: منطقة مركز اللاذقية) یکی از منطقه‌های سوریه است که در استان لاذقیه واقع است.

## ویژگی‌ها
منطقه اللاذقیه ۹۷۱٫۶۱ کیلومترمربع مساحت و ۵۲۶٬۸۸۸ نفر جمعیت دارد.